# 도쿠가와 종가

도쿠가와 쇼군가의 약식 계보도

도쿠가와 쇼군가(徳川将軍家)는 에도 막부 정이대장군직을 세습한 도쿠가와씨 종가이다. 메이지 유신 후의 1884년 (메이지 17년)에는 공작의 작위를 받아 도쿠가와 공작가가 되었다. 화족제도 폐지 후에는, 단순히 도쿠가와 종가(徳川宗家)로 불린다.

## 개요

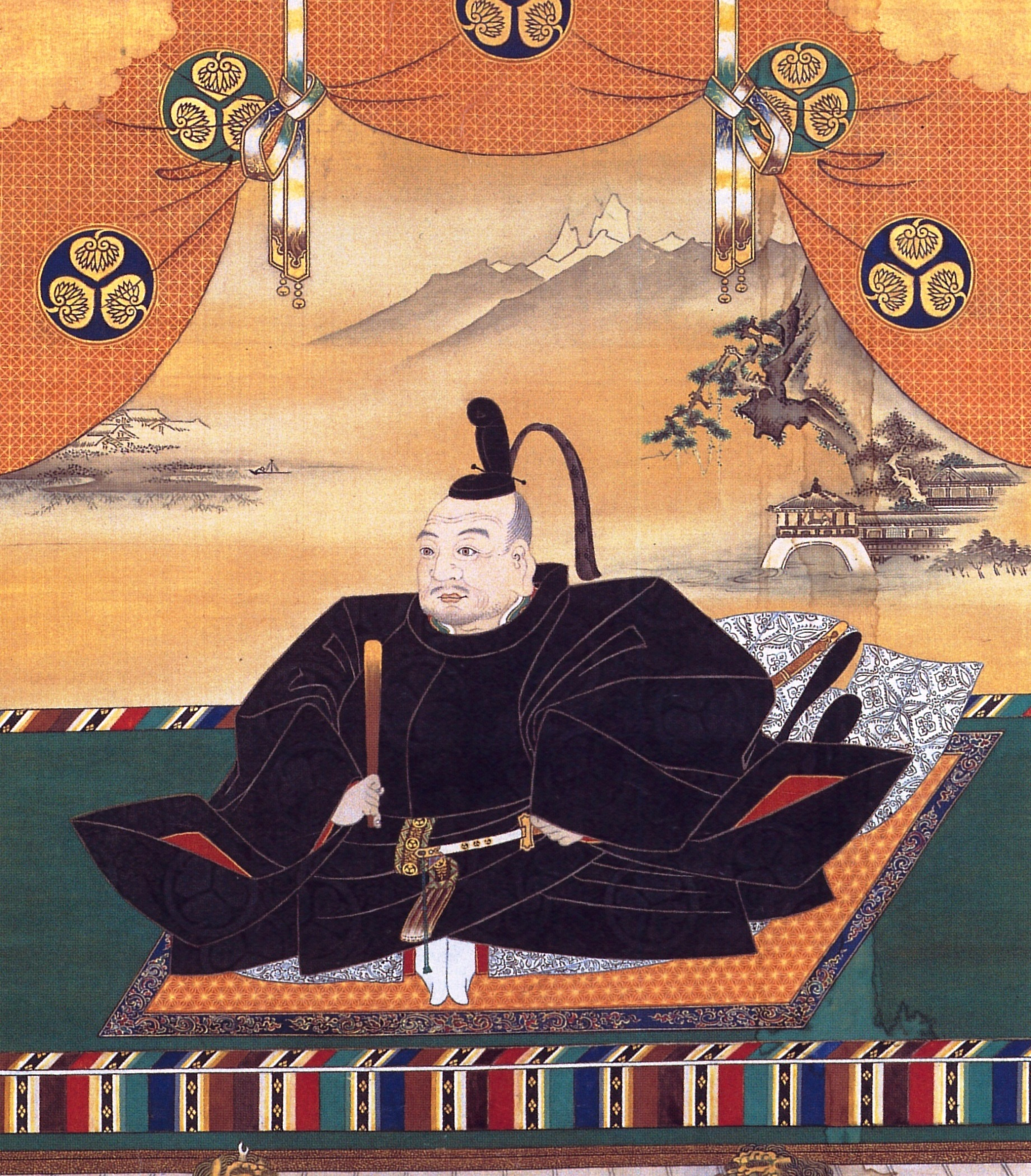
초대 세이타이쇼군 도쿠가와 이에야스

도쿠가와 쇼군가는 1603년 (게이쵸 8년)에 초대 도쿠가와 이에야스가 세이타이쇼군에 취임하면서부터 1867년 (게이오 3년)에 15대 도쿠가와 요시노부가 대정봉환을 할때까지의 264년에 걸친 에도시대를 통해 세이타이쇼군 직을 세습한 가계이다. 이 기간동안 일본의 실질적 지배자로서, 무가 사회를 포함한 일본 사회 전체의 정점에 군림했다.
초대 쇼군 이에야스는 1605년 (게이쵸 10년)에 3남 히데타다에게 쇼군직을 물려주고 2대 쇼군으로 삼았다. (이에야스는 오고쇼로써 실권을 계속 쥐고 있었다.) 히데타다는 차남 이에미츠 (장남 초마루가 있었지만 이미 요절했었음)에게 쇼군직을 물려주고 3대 쇼군으로, 이후 대대로 도쿠가와 쇼군가의 장남이 쇼군직을 세습하는 원칙을 정했다. 도쿠가와 쇼군가의 쇼군직 세습을 확립하기 위해 역대 당주들은 많은 측실을 거느리고 혈통 유지에 힘썼다. 그러나, 종가는 종종 직계 후계자가 없어, 가까운 친척의 분가나, 이에야스의 아들을 시조로 하는 도쿠가와 고산케나 고산쿄로부터 양자를 맞이해서 가계를 잇는 겅우가 적지 않았다. 4대 쇼군 이에츠나에게 직계 자손이 없고, 도쿠가와 쇼군가의 직계는 막부가 시작한지 77년만에 끊어져 방계인 동생 츠나요시를 양자로 삼아 5대 쇼군으로 삼았다. 그 츠나요시도 친자식이 요절하여, 이에츠나의 동생이자 츠나요시의 형인 도쿠가와 츠나시게의 장남이자 조카인 이에노부가 6대 쇼군이 되었다. 이에노부의 뒤는 친아들 이에츠구가 7대 쇼군이 되면서, 이에미츠-이에츠나 부자 이후 32~3년만에 부자 세습이 이루어졌지만, 1716년 (쇼토쿠 6년)에 8살의 나이로 요절하였다. 이에츠구의 요절로 히데타다-이에미츠 부자의 핏줄에 의한 쇼군 세습은 끊어지고, 키슈 도쿠가와가에서 도쿠가와 요시무네를 양자로 맞이해, 8대 쇼군에 취임하였다. 요시무네, 이에시게, 이에하루의 3대가 이어지는 70년간은 직계에서 세습이 이어졌는데, 10대 쇼군 이에하루의 친자식 딸과 아들 모두 요절해, 고산쿄 중 하나인 히토츠바시 도쿠가와가에서 도쿠가와 이에나리를 양자로 맞이해 11대 쇼군으로 취임하였다. 이에나리의 뒤는 아들 이에요시 (12대), 손자인 이에사다 (13대), 또 다시 부자에 의한 세습이 71~2년 계속 되었지만, 이에사다에게 친자가 없고, 또 가계를 잇기 위해서 키슈가로부터 도쿠가와 요시토미 (이에모치)를 맞이해 14대 쇼군으로 취임하였다. 하지만, 이에모치도 자식없이 사망, 미토 도쿠가와가에서 태어나 히토츠바시가의 당주가 된 요시노부가 15대 쇼군이자 마지막 쇼군이 되었다. 특히 요시노부는 모계혈통으로 히데타다의 혈통을 잇고있다. 총 15명의 쇼군 중, 정실 소생은 이에야스, 이에미츠, 요시노부 이 세명뿐이며, 그 중, 초대 쇼군 이에야스의 아버지 마츠다이라 히로타다는 쇼군이 아니며, 요시노부는 미토가문에서 태어났으므로, 쇼군의 정실에게서 태어난 사람은 이에미츠 뿐이다.
이에미츠가 원복했을 때, 할아버지 이에야스의 이름 중의 「이에(家)」를 휘로 쓴 뒤로부터, "이에(家)" 자가 도쿠가와 쇼군가 (도쿠가와 종가)의 적남의 휘로 사용하는 돌림자가 되었다. 역대 도쿠가와 쇼군으로 휘에 "이에(家)"가 붙지 않은 쇼군은 2대 히데타다, 5대 츠나요시, 8대 요시무네, 15대 요시노부, 이 네명뿐이다. 히데타다가 원복 했을 때에는 아직 막부가 성립되지 않았고, 당시의 천하인 도요토미 히데요시로부터 「히데(秀)」라는 글을 휘로 받았기 때문이고, 츠나요시, 요시무네, 요시노부의 3명은 당초 도쿠가와 쇼군가의 적남이 아니었기 때문에, 당시의 쇼군으로부터 휘를 받은 자들이기 때문이다. 즉, 츠나요시는 이에미츠의 4남이었기 때문에 적남이 아니었고, 원복 때에는 형이었던 당시의 쇼군 이에츠나에게서 「츠나(綱)」라는 휘를 받았다. 요시무네는 키슈가 출신이지만, 키슈번주 취임시에 당시의 쇼군 츠나요시로부터 「요시(吉)」라는 휘를 받았다. 요시노부는 미토가 출신이지만, 당주가 요절한 히토츠바시가를 이은 후, 당시 쇼군 이에요시에게 「요시(慶)」의 휘를 받았다. 또한, 6대 이에노부가 코후 도쿠가와가의 적남으로 원복 시에 이에츠나에게 휘를 받아 「츠나토요(綱豊)」라고 하였지만, 츠나요시의 양자가 된 후, 돌림자를 포함해서 이에노부로 개명했으며, 14대 이에모치는 키슈가의 적남으로써 원복 했을때에는 당시의 12대 쇼군 이에요시로부터 「요시(慶)」라는 휘를 받아 「요시토미(慶福)」라고 하였지만, 13대 이에사다의 후계자가 된 후, 14대 쇼군에 취임했을 때 돌림자를 포함해서 이에모치로 개명한 것이다.
마지막 쇼군이 된 요시노부는 대정봉환을 한 후, 쇼군직을 사임하고, 일단 병사를 이끌기는 하였으나 신정부에 공순해 근신하였다. 또한, 요시노부는 은퇴하였고, 고산쿄 중 하나인 타야스 도쿠가와가에서 도쿠가와 이에사토가 양자가 되어, 도쿠가와 종가의 상속을 허락받았다.

### 메이지 이후

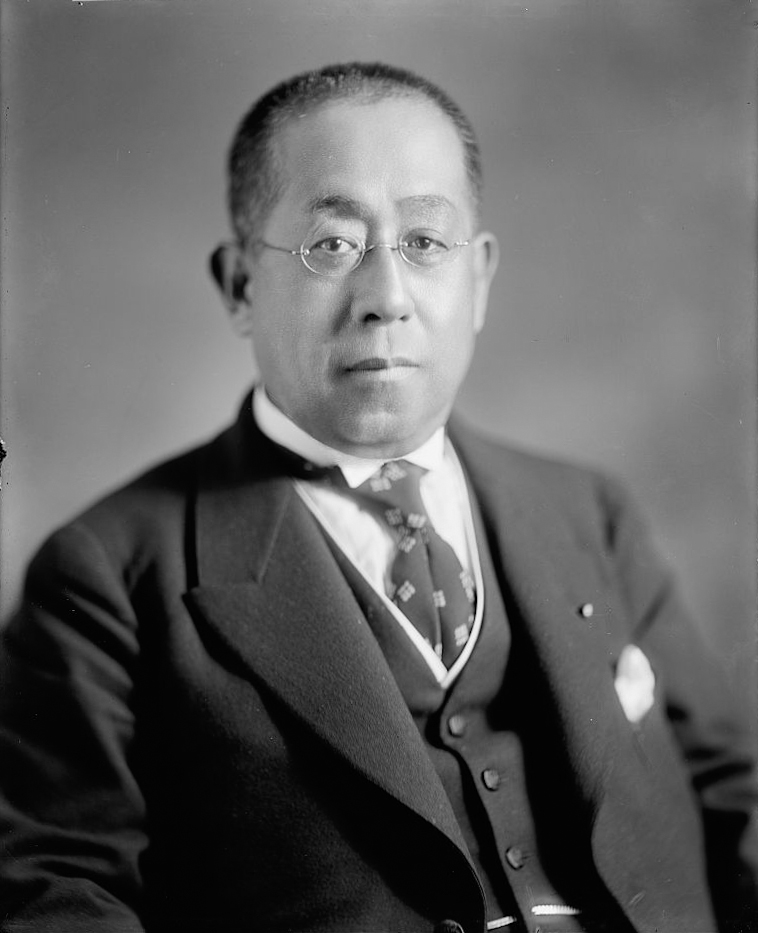
초대 공작 도쿠가와 이에사토 (1920년대)

16대 당주가 된 이에사토는 신정부에 의해 스루가・토토미・이즈의 70만석을 다시 주어 슨푸 (현 시즈오카현 시즈오카시 아오이구)로 이주해, 슨푸의 마을을 시즈오카로 개명하고 시즈오카번을 세웠다. 1869년 (메이지 2년)에 이에사토는 화족에 올랐고, 폐번치헌을 거쳐, 1871년 (메이지 4년)에 도쿄로 다시 이주했다.
1876년 (메이지 9년)에 치츠로쿠 처분으로 가록대신 지급된 킨로쿠 공채액은 56만 4429엔이며, 그 액수는 10위였다. (1위 - 시마즈 공작가 132만 2845엔, 2위 - 마에다 후작가 119만 4077엔, 3위 - 모리 공작가 110만 7755엔, 4위 - 호소카와 후작가 78만 280엔, 5위 - 오와리 도쿠가와 후작가 73만 8362엔, 6위 - 키슈 도쿠가와 후작가 70만 6110엔, 7위 - 야마우치 후작가 66만 8200엔, 8위 - 아사노 후작가 63만 5433엔, 9위 - 나베시마 후작가 60만 3598엔)
1884년 (메이지 17년)의 화족령 공포와 함께 이에사토는 공작의 작위를 수여받고, 도쿠가와 종가는 도쿠가와 공작가가 되었다. 서작 내규에서는 공작의 서작 기준에 대해 「친왕 제왕보다 신위가 있는 사람, 구셋케, 도쿠가와 종가, 국가 2위이상의 공이 있는 자 (親王諸王ヨリ臣位に列セラルル者 旧摂家 徳川宗家 国家二偉功アル者)」로 되어있으며, 무가에서는 도쿠가와 종가만이 위공 없이도 당연히 공작이 될 수 있는 위치였다. 또 도쿠가와 공작가로부터의 직속 분가 화족으로는 도쿠가와 아츠시 남작가가 있다.
그 후, 초대 공작인 이에사토는 1903년 (메이지 36년)부터 1933년 (쇼와 8년)의 30년에 걸쳐 귀족원 의장을 지냈고, 적자인 17대 당주이자 2대 공작인 이에마사는 전후 마지막 귀족원 의장을 지냈다.
도쿠가와 공작가의 저택은 1877년 (메이지 10년)부터 1943년 (쇼와 18년)까지 도쿄부 도쿄시 시부야구 센다가야에 있어, 부지면적은 10만평을 넘었다. 세간에선 「센다가야 고텐(千駄ヶ谷御殿)」이라고 불렸다. 1943년 (쇼와 18년) 도쿄부가 연성도장(錬成道場)으로 이용하기 위해 부지와 저택을 매수하여 「아오이칸(葵館)」이라 명명되었으며, 그 후, 목조건축물은 제거, 철근 콘크리트 양관 2동은 이축된 후, 1956년 (쇼와 31년) 도쿄 체육관이 건설되어 현재에 이르고 있다.
2003년 (헤이세이 15년), 18대 당주 츠네나리는 종가의 귀중한 유산을 관리하기 위해 재단법인 (현 공익재단법인) 도쿠가와 기념재단을 설립하였다.

## 역대 쇼군과 후계자
| 세대                 | 세대 | 이름              | 출신                                                | 주요 자녀 |
| -------------------- | ---- | ----------------- | --------------------------------------------------- | --- |
| 도 쿠 가 와 쇼 군 가 | 초대 | 도쿠가와 이에야스 | 안죠 마츠다이라가                                   | 1. 마츠다이라 노부야스 (장남이자 적남. 후에 할복으로 사망) 2. 유키 히데야스 (에치젠 마츠다이라가) 3. 히데타다 (2대 쇼군) 4. 마츠다이라 타다요시 (자손이 없음. 절손) 5. 마츠다이라 타다테루 (오와리 도쿠가와가) 6. 도쿠가와 요시나오 (키슈 도쿠가와가) - 미츠사다 - 요시무네 (8대 쇼군) --------- 이에모치 (14대 쇼군) 7. 도쿠가와 요리노부 - 미츠쿠니 --------- 요시노부 (15대 쇼군)                                                         |
| 도 쿠 가 와 쇼 군 가 | 2대  | 도쿠가와 히데타다 | 도쿠가와씨                                          | 1. 이에미츠 (3대 쇼군) 2. 도쿠가와 타다나가 (스루가 도쿠가와가. 스루가다이나곤, 할복으로 사망) 3. 도쿠가와 마사코 (고미즈노오 천황의 중궁. 도후쿠몬인) 4. 호시나 마사유키 (아이즈 마츠다이라가) -------- 츠네나리 (18대 당주) |
| 도 쿠 가 와 쇼 군 가 | 3대  | 도쿠가와 이에미츠 | 쇼군가                                              | 1. 이에츠나 (4대 쇼군) 2. 도쿠가와 츠나시게 (코후 도쿠가와가) - 이에노부 (6대 쇼군), 마츠다이라 키요타케 (오치 마츠다이라가) 3. 츠나요시 (타테바야시 도쿠가와가, 5대 쇼군) |
| 도 쿠 가 와 쇼 군 가 | 4대  | 도쿠가와 이에츠나 | 쇼군가                                              | 친자식 없음 |
| 도 쿠 가 와 쇼 군 가 | 5대  | 도쿠가와 츠나요시 | 타테바야시 도쿠가와가에서 양자                      | 1. 도쿠가와 토쿠마츠 (요절) |
| 도 쿠 가 와 쇼 군 가 | 6대  | 도쿠가와 이에노부 | 코후 도쿠가와가에서 양자                            | 1. 이에츠구 (7대 쇼군) |
| 도 쿠 가 와 쇼 군 가 | 7대  | 도쿠가와 이에츠구 | 쇼군가                                              | 친자식 없음. (이에미츠 이래로 이어오던 직계 단절) |
| 도 쿠 가 와 쇼 군 가 | 8대  | 도쿠가와 요시무네 | 키슈 도쿠가와가에서 양자                            | 1. 이에시게 (9대 쇼군) 2. 도쿠가와 무네타케 (타야스 도쿠가와가) ------ 이에사토 (16대 당주) - 이에마사 (17대 당주) 3. 도쿠가와 무네타다 (히토츠바시 도쿠가와가) - 하루사다 - 이에나리 (11대 쇼군) |
| 도 쿠 가 와 쇼 군 가 | 9대  | 도쿠가와 이에시게 | 쇼군가                                              | 1. 이에하루 (10대 쇼군) 2. 도쿠가와 시게요시 (시미즈 도쿠가와가) |
| 도 쿠 가 와 쇼 군 가 | 10대 | 도쿠가와 이에하루 | 쇼군가                                              | 1. 도쿠가와 이에모토 (요절) |
| 도 쿠 가 와 쇼 군 가 | 11대 | 도쿠가와 이에나리 | 히토츠바시 도쿠가와가에서 양자                      | 1. 이에요시 (12대 쇼군) 2. 도쿠가와 나리유키 (키슈 도쿠가와가의 양자) - 아들 이에모치 (14대 쇼군) |
| 도 쿠 가 와 쇼 군 가 | 12대 | 도쿠가와 이에요시 | 쇼군가                                              | 1. 이에사다 (13대 쇼군) |
| 도 쿠 가 와 쇼 군 가 | 13대 | 도쿠가와 이에사다 | 쇼군가                                              | 친자식 없음 |
| 도 쿠 가 와 쇼 군 가 | 14대 | 도쿠가와 이에모치 | 키슈 도쿠가와가에서 양자                            | 친자식 없음 |
| 도 쿠 가 와 쇼 군 가 | 15대 | 도쿠가와 요시노부 | 미토 도쿠가와 출신 → 히토츠바시 도쿠가와가에서 양자 | 1. 도쿠가와 아츠시 (분가해서 남작의 작위를 받음) 2. 이케다 나카히로 (이케다 후작가 이케다 테루토모의 양자) 3. 도쿠가와 요시히사 (도쿠가와 요시노부가 2대 당주) 4. 도쿠가와 마코토 (분가해서 남작의 작위를 받음) 5. 카츠 쿠와시 (카츠 백작가 카츠 코로쿠의 양자) 6. 도쿠가와 모치나가 (미노 타카스번주 출신. 오와리번 15대 번주를 거쳐 양자가 되며, 히토츠바시 도쿠가와가 10대 당주가 됨) 7. 이에사토 (타야스 도쿠가와가에서 양자. 16대 당주) |
| 도 쿠 가 와 공 작 가 | 16대 | 도쿠가와 이에사토 | 타야스 도쿠가와가에서 양자                          | 1. 이에마사 (17대 당주) |
| 도 쿠 가 와 공 작 가 | 17대 | 도쿠가와 이에마사 | 공작가                                              | 1. 도쿠가와 이에히데 (요절) 2. 츠네나리 (아이즈 마츠다이라가에서 양자) |
| 도 쿠 가 와 종가     | 18대 | 도쿠가와 츠네나리 | 아이즈 마츠다이라가에서 양자                        | 1. 도쿠가와 이에히로 (19대 당주) |